# Atlantmossor
Atlantmossor (Ptychomitrium) är ett släkte av bladmossor. Atlantmossor ingår i familjen Ptychomitriaceae.

## Dottertaxa till Atlantmossor, i alfabetisk ordning[1][2]
- Ptychomitrium aligrimmioides
- Ptychomitrium angusticarpum
- Ptychomitrium australe
- Ptychomitrium barrii
- Ptychomitrium chimborazense
- Ptychomitrium crassinervium
- Ptychomitrium crispatum
- Ptychomitrium cucullatifolium
- Ptychomitrium deltorii
- Ptychomitrium dentatum
- Ptychomitrium diexaratum
- Ptychomitrium drummondii
- Ptychomitrium exaratifolium
- Ptychomitrium fauriei
- Ptychomitrium fernandesianum
- Ptychomitrium fluviatile
- Ptychomitrium formosicum
- Ptychomitrium gardneri
- Ptychomitrium helenicum
- Ptychomitrium hieronymi
- Ptychomitrium incurvum
- Ptychomitrium indicum
- Ptychomitrium isoskelos
- Ptychomitrium kiusiuense
- Ptychomitrium laxifolium
- Ptychomitrium lepidomitrium
- Ptychomitrium ligulatum
- Ptychomitrium lindmanii
- Ptychomitrium linearifolium
- Ptychomitrium longisetum
- Ptychomitrium mamillosum
- Ptychomitrium mittenii
- Ptychomitrium mucronatum
- Ptychomitrium muelleri
- Ptychomitrium nigrescens
- Ptychomitrium obtusifolium
- Ptychomitrium papillosum
- Ptychomitrium patens
- Ptychomitrium polyphyllum
- Ptychomitrium sellowianum
- Ptychomitrium serratum
- Ptychomitrium sinense
- Ptychomitrium standleyi
- Ptychomitrium subcrispatum
- Ptychomitrium subcylindricum
- Ptychomitrium subdentatum
- Ptychomitrium tortula
- Ptychomitrium vaginatum
- Ptychomitrium wilsonii
- Ptychomitrium viride
- Ptychomitrium yulongshanum